# Грецький інститут візантійських і поствізантійських досліджень
Грецький інститут візантійських і поствізантійських досліджень у Венеції — єдиний грецький дослідний центр поза межами нинішньої Греції.

## Історія
Інститут заснований в 1951 році, згідно з угодою між Італією і Грецією, підписаною в 1948 році. У 1953 році грецька держава подарувала інституту майно історичної грецької православної громади Венеції. У свою чергу громада передала своє майно грецькій державі, за умови отримання гарантованої матеріальної підтримки.
Інститут розташований в будівлі колишньої Школи Флангініса і почав функціонувати в 1958 році, після завершення реставраційних робіт у будівлях громади.
Основна мета інституту — дослідження візантійської і поствізантійської історії, зосереджуючи увагу насамперед на історії грецьких територій під латинським пануванням, ґрунтуючись на італійських і зокрема венеційських архівах — а також публікація відповідних історичних джерел.
Дослідження в архівах і бібліотеках проводять грецькі дослідники, які готують свої докторські та інші дисертації з питань історії, мистецтва і літератури грецьких земель під венеційським правлінням, а також з питань історії та діяльності грецької громади Венеції.
Інститут видає щорічний журнал «Тезаурісмата» (грец. «Θησαυρίσματα»), а також ряд видань: «Бібліотека», «Греколатинський Схід» («Oriens Graecolatinus»), «Греколатинські джерела» («Graecolatinitas Nostra-Fonti»).

## Бібліотека

### Друковані видання
Ядро колекції складають книжки, що збереглися з багатої бібліотеки Школи Флангініса. Це приблизно 2 000 томів, надрукованих грецькими друкарнями Венеції з 16-го по 18-е століття.
Більшість старих книг надруковані видавництвами Глікаса і Теодосіу і в основному являють собою церковні та шкільні тексти.
Однак бібліотека має друковані книги розмовною демотичною грецькою (роботи критської літератури, вірші, романси тощо).
Нові книги охоплюють галузі візантійської і поствізантійської історії та літератури, історії грецьких територій під венеційським правлінням, а також італійської та європейської історії та літератури.

### Рукописи
Інститут володіє колекцією з 41 грецького манускрипту, 4 італійських і 1 слов'янського 18-го століття. Особливий інтерес являють 3 розписані манускрипти Євангелія візантійського періоду (12-го, 13-го та 15-го століть відповідно), відомий манускрипт 14-го століття псевдокалісфенівського роману про Олександра Великого з 250 мініатюрами, і Протесис Святого Георгія — том, в якому з 1630 року вписувалися імена благодійників церкви для згадування під час служби.

## Архів
Архів інституту (1498-1955) має велике значення для історії громади, надає багату інформацію про соціальне та економічне життя греків у Венеції, їхні мистецтво, освіту та церковну історію.
Найбільш важливі записи — листи з іменами членів громади, записи їх зборів (Capitolari), записи хрещень, народжень, весіль та похоронів, інвентаризаційні та бухгалтерські книги, комерційні записи, статут громади (Mariegola), і записи внесків і дарунків.
Архів містить документи про управління капіталом громади, про релігійні справи (канцелярія Православної Архієпископії Філадельфії), тканини з церкви Святого Георгія, шпиталю і школи Флангініса.
Тут також зберігаються папські булли 15-го і 16-го століть, пергаменти від венеціанських дожів (16-го-18-го століть), і листи від патріархів Константинополя, Єрусалиму та Олександрії архієпископам Філадельфії (16-го-19-го століть).

## Музей
У 1959 році при інституті було відкрито Музей візантійських і поствізантійських ікон.